# Iolaus nursei
Iolaus nursei är en fjärilsart som beskrevs av Butler 1896. Iolaus nursei ingår i släktet Iolaus och familjen juvelvingar. Inga underarter finns listade i Catalogue of Life.